# Beemer
Beemer és una població dels Estats Units a l'estat de Nebraska. Segons el cens del 2000 tenia 773 habitants.

## Demografia
Segons el cens del 2000, Beemer tenia 773 habitants, 298 habitatges, i 196 famílies. La densitat de població era de 746,1 habitants per km².
Dels 298 habitatges en un 29,5% hi vivien nens de menys de 18 anys, en un 59,4% hi vivien parelles casades, en un 5,4% dones solteres, i en un 34,2% no eren unitats familiars. En el 31,5% dels habitatges hi vivien persones soles el 18,8% de les quals corresponia a persones de 65 anys o més que vivien soles. El nombre mitjà de persones vivint en cada habitatge era de 2,42 i el nombre mitjà de persones que vivien en cada família era de 3,08.
Per edats la població es repartia de la següent manera: un 24,7% tenia menys de 18 anys, un 6,6% entre 18 i 24, un 22,6% entre 25 i 44, un 19,5% de 45 a 60 i un 26,5% 65 anys o més.
L'edat mediana era de 43 anys. Per cada 100 dones de 18 o més anys hi havia 81,3 homes.
La renda mediana per habitatge era de 30.938 $ i la renda mediana per família de 36.429 $. Els homes tenien una renda mediana de 26.842 $ mentre que les dones 16.806 $. La renda per capita de la població era de 14.653 $. Aproximadament el 4,5% de les famílies i el 7,6% de la població estaven per davall del llindar de pobresa.

## Poblacions més properes
El següent diagrama mostra les poblacions més properes.